# Monarque à collerette
Arses telescopthalmus
Espèce
Synonymes
- voir paragraphe #Synonymes

Statut de conservation UICN

 LC  : Préoccupation mineure
Le Monarque à collerette, Arses telescopthalmus, est une espèce d'oiseaux de la famille des Monarchidae.

## Synonymes
- Arses telescophthalmus (Lesson & Garnot, 1827)[1]
- Muscicapa telescopthalmus Lesson & Garnot, 1827 - protonyme

## Répartition et habitat
Arses telescopthalmus se rencontre en Australie, en Indonésie et en Nouvelle-Guinée. Il fréquente les forêts humides et montagneuses et les anciennes forêts.

## Description
Cette espèce a une taille de 16 cm pour un poids de 15 g.

## Liste des sous-espèces
Selon Catalogue of Life (14 février 2020) :
- sous-espèce Arses telescopthalmus aruensis Sharpe, 1879
- sous-espèce Arses telescopthalmus batantae Sharpe, 1879
- sous-espèce Arses telescopthalmus harterti Oort, 1909
- sous-espèce Arses telescopthalmus henkei A. B. Meyer, 1886
- sous-espèce Arses telescopthalmus lauterbachi Reichenow, 1897
- sous-espèce Arses telescopthalmus telescopthalmus (Lesson & Garnot, 1827)